# 北見中劇
北見中劇（きたみちゅうげき・1956年8月10日開業 - 2001年2月25日閉館）は、北海道北見市にかつて存在した日本の映画館である。

## データ
- 所在地：北海道北見市北4条西2丁目
- 運営
  - 浅川興行株式会社（開館 - 1977年頃）[2]
  - 北日本ヘラルド興業株式会社（1977年 - 2000年頃）
  - ヘラルド・エンタープライズ株式会社（2000年頃 - 閉館まで）[3]
- 観客定員数：550席（開館時[2]）→360席（中劇）・280席（ミリオン座）

## 歴史・概要
1956年（昭和31年）8月10日、当時釧路市内で「釧路劇場」などを手掛けていた浅川興行により、「北見中央劇場」（きたみちゅうおうげきじょう）として設立・開業される。木造モルタル2階建てで、当時は大映と日活の作品を主に上映していた。
当館が開館するまでの北見市内には、1936年（昭和11年）設立の「稲荷座」を前身とした北見東宝劇場と、1940年（昭和15年）設立の「北見友楽座」、1951年（昭和26年）開業の「北見名画座」（後に北見オリオン劇場に改称）の計3館しかなかったが、中劇開業後は再び増加に転じ、全国の映画館数がピークに達した1960年（昭和35年）時点で8館に増えた。
1970年代に入ると北見東宝が映画館事業から撤退し、ボウリング場「ボウル北見」や飲食店などを有する地下1階・地上5階建ての商業ビルに建て替えられ、同市の映画館は中劇と友楽座、北見東映、北見みゆき座の4館に半減した。その後1977年（昭和52年）、中劇は日本ヘラルド映画の関連会社「北日本ヘラルド興業」に運営委託。これに伴う改装工事により1階を「北見中劇」、2階席のあった部分を「ミリオン座」として新たなスタートを切った。ヘラルドは同時期に北見みゆき座の運営も任され、館名を「テアトル北見」に改称。経営者と支配人は中劇と兼任していた。
平成に入ると友楽座から改称した「シアター友楽」と先述の「テアトル北見」、タカハシグループに委託されていた日活系の「北見にっかつ劇場」（1979年開業）が相次いで姿を消し、同市の映画館は中劇・ミリオン座ときたみ東急ホール109の3スクリーンに減った。しかし2000年（平成12年）9月23日、北見サティ（現「イオン北見店」）内に7スクリーンのシネマコンプレックスであるワーナー・マイカル・シネマズ北見（現在のイオンシネマ北見）がオープンすると、中劇の観客数は激減。最終的に2001年（平成13年）2月25日をもって閉館し44年半の歴史に幕を閉じた。建物は解体され駐車場となり、2024年時点の現況も同様である。

なお、中劇閉館後の2002年（平成14年）には、北日本ヘラルド興業を吸収合併させたヘラルド・エンタープライズが苫小牧日劇の経営から撤退し、同年12月4日にオープンした旭川市のシネコン「シネプレックス旭川」に集約させた。その後2013年6月にシネプレックスがユナイテッド・シネマに吸収合併されたが、それに伴う屋号変更は行われず、引き続き「シネプレックス旭川」の名称が使用されている（2024年3月現在）。